# M27-helm

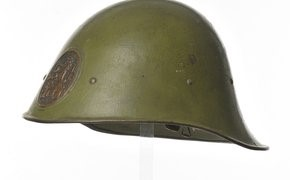
Helm Nieuw Model (M27)

De Gevechtshelm M27 of Helm Nieuw Model is een stalen gevechtshelm die door de Nederlandse krijgsmacht werd gebruikt van 1927 tot en met de capitulatie na de Duitse inval in mei 1940 en de capitulatie na de Japanse inval in Nederlands-Indië maart 1942. De officiële naam voor alle varianten was Helm Nieuw Model of Helm NM. Na-oorlogse historici en verzamelaars duiden de helm aan met M27. Soms worden voor M27-helmen van verschillende fabrikanten en/of verschillende productiejaren andere aanduidingen gebezigd, zoals M23-27, M28, M33, M34, M27/34, M38, of M40 (C).
De M27-helm verving vanaf 1927 de Helm Oud Model of Helm OM (‘M16’).
De M27 werd tijdens de Tweede Wereldoorlog bij de Nederlandse troepen in Engeland vervangen door de Britse Mk II-helm, die ook na de oorlog in gebruik bleef en op zijn beurt in 1953 werd vervangen door de Gevechtshelm M53, een kopie van de Amerikaanse M1-helm.
De Gevechtshelm M27 werd een icoon van het Nederlandse leger in mei 1940, en van het KNIL tussen 1940 en 1942.
In 1945 werden de blauwe overall met koppel en M27-helm het iconische uniform van de Binnenlandse Strijdkrachten (BS)

## Geschiedenis
In 1916 was bij de Nederlandse krijgsmacht de Gevechtshelm M16 ingevoerd. Na 1918 ging de legerleiding op zoek naar een vervanger. Beproefd werden Britse en Zweedse helmen, en er waren ook contacten met Belgische en Franse fabrikanten.
In 1922 verscheen een verbeterde versie van de M16, de z.g. "gekraalde Röchling-helm", genoemd naar het staal waarvan deze was vervaardigd, geleverd door de Röchling’sche Eisen- und Stahlwerke GmbH in Völklingen, en de gekraalde rand die hij had gekregen omdat de rand van de M16 vrij scherp was.
In 1923 werd een “Helmencommissie” ingesteld om te komen tot een vervanger voor de M16. Een van de commissieleden was eerste luitenant G. P. de Kruyff. Deze commissie kwam in 1924 met het ontwerp de nieuwe M27 helm. Datzelfde jaar werden er proefmodellen gemaakt door de Patroonfabriek van de Artillerie-Inrichtingen (A.I.) te Hembrug.
Eind 1926 werd opdracht gegeven voor de productie van de nieuwe helm door Artillerie-Inrichtingen. Eind mei 1927 was de proefserie van 200 helmen gereed. Het duurde echter nog tot eind januari 1928 voordat de binnenwerken werden geplaatst en de helmen gereed waren.
Op 1 juli 1927 werd de helm officieel ingevoerd als Helm Nieuw Model en vanaf dat moment werd de M16 helm als Helm Oud Model aangeduid.

## Ontwerp

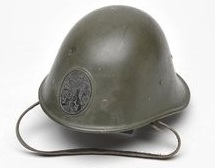
Gevechtshelm M27/34

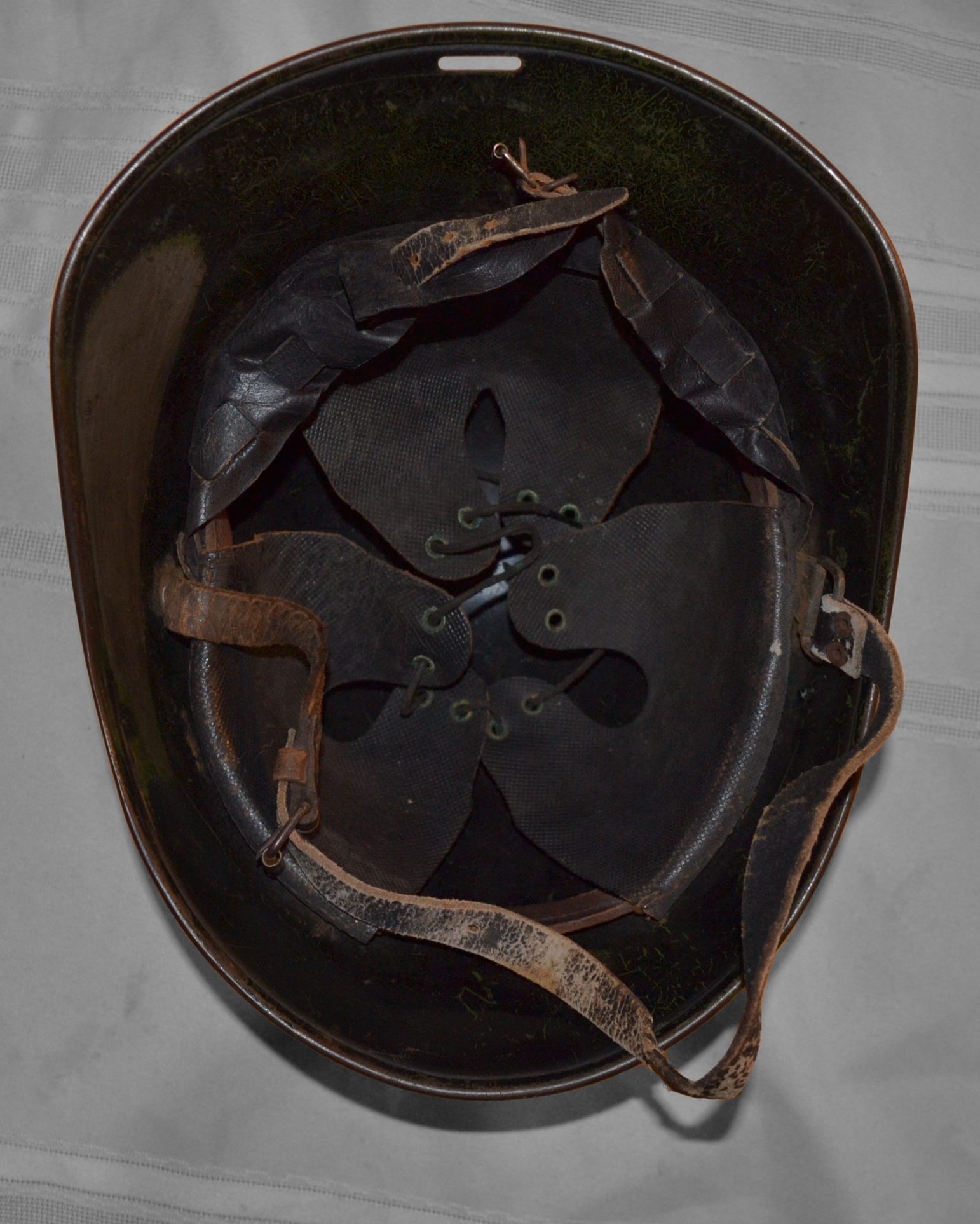
Binnenwerk van de M27/34

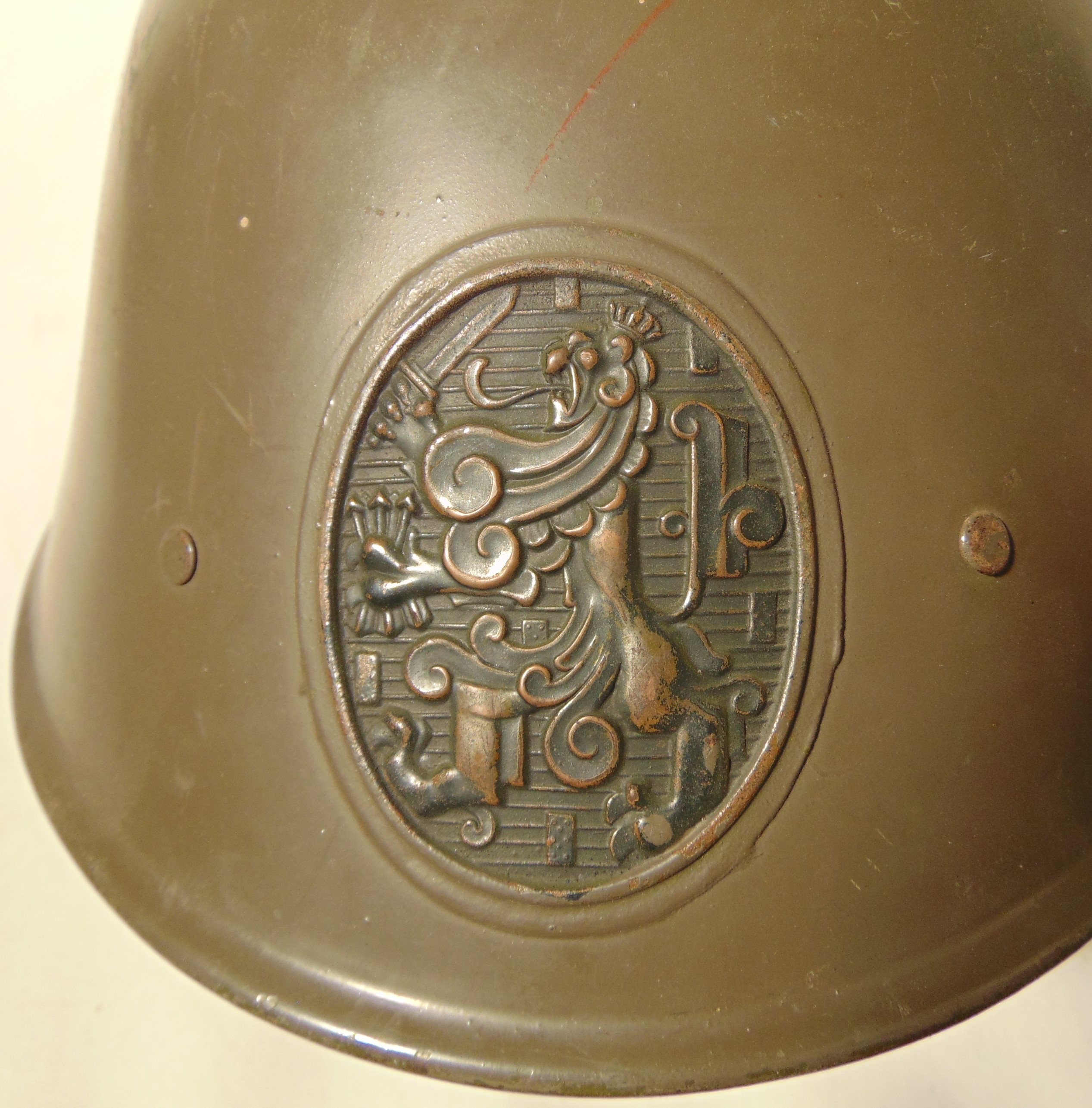
Helmplaat op helm M27/34

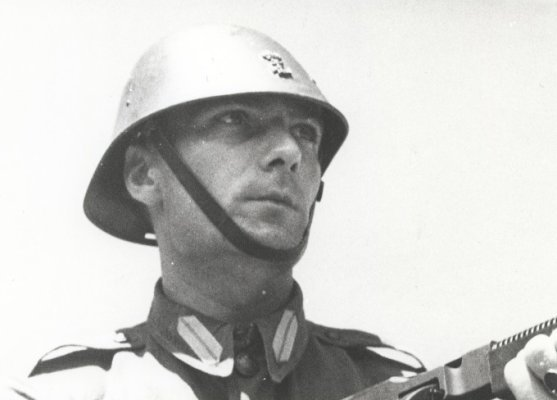
Marinier met M27 helm. Voorop het onklaar anker i.p.v. de helmplaat (1941)

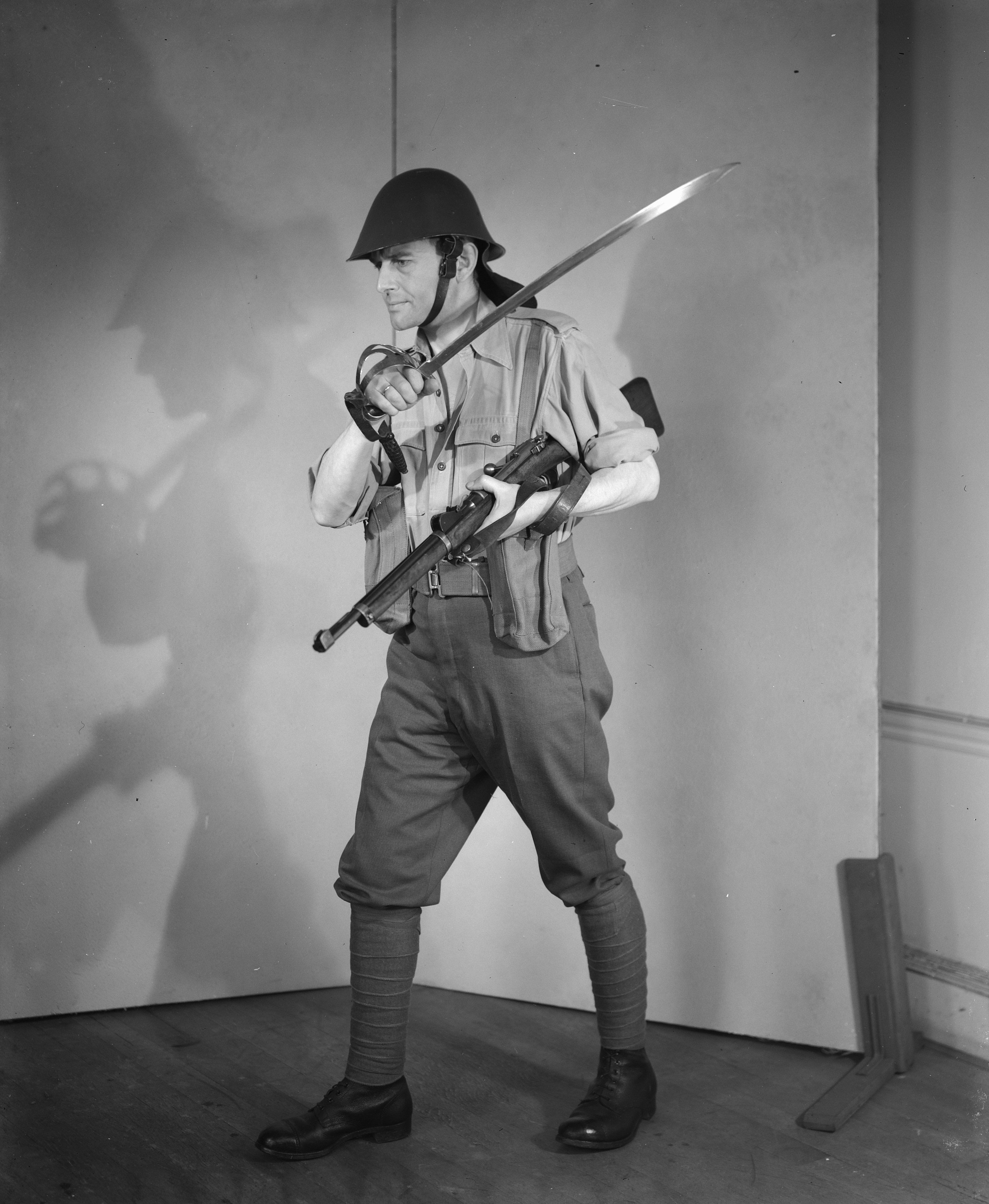
Studiofoto KNIL-militair met KNIL-helm

De M27 helm heeft in vergelijking met andere helmen uit dezelfde periode een ongebruikelijke vorm, omdat hij, in tegenstelling tot de veel ontwerpen uit die periode niet gebaseerd is op de Britse Brodie-, Franse Adrian- of Duitse Stahlhelm. De helm heeft een terughellende voorzijde, en een gekraalde rand. De M27 helmen werden geleverd in een vrij donkere olijftint, die na enkele jaren bij de troep soms nagenoeg zwart was geworden door het steeds maar opwrijven met wapenolie.
Het staal voor de helm was afkomstig van de Tsjecho-Slowaakse firma Poldi-Hütte in Kladno bij Praag, gespecialiseerd in hooggelegeerd staal. De nikkel-silicium en chroom-silicium-staalplaten in diepstampkwaliteit waar de helmen uit geperst werden hadden een fosfor- en zwavelgehalte lager dan 0,05 %. De diameter van de platen was 420 mm, de dikte gemiddeld 1,1 mm, en het gewicht 1.100 g -1.250 g. De helm die eruit gemaakt werd moest na de warmtebehandeling voldoen aan de een aantal schietproeven.
Er waren ook „groot model" (63 cm) helmen beschikbaar.
Riemsleuf
De M16-helmen waren voorzien van ventilatiegaatjes en (ransel)riemsleuven, waarmee de helm wanneer hij niet gedragen werd, op de uitrusting bevestigd kon worden. De riemsleuven en ventilatiegaatjes konden bij veel wind een hinderlijk geruis geven. De M27 was daarom ontworpen zonder ventilatiegaten en riemsleuf. Omdat het daardoor lastig om de M27 anders dan op het hoofd mee te voeren, werden nieuwe helmen vanaf september 1927 wel voorzien van een riemsleuf onderaan aan de achterzijde. Later zijn ook oudere helmen alsnog voorzien van een riemsleuf. De M27 werd, wanneer deze niet in gebruik was, met een lederen riempje met gesp (helmriempje) door de riemsleuf aan de koppel of op de rugzak vastgemaakt. Voor bereden officieren was er een lederen helmdrager (eigen aanschaf), waarmee de niet-gedragen helm op de sabel meegevoerd kon worden.

### Binnenwerk
Het binnenwerk van de M27 was afgeleid van het binnenwerk van de M16 helmen en bestond uit drie lederen flappen geplaatst op een lederen hoofdband. Onder elke lederen flap was een dik driehoekige oranje vilten kussen geplaatst van ca. 1½ mm dik. Binnenin de helm zat aan beide zijden een rechthoekige kinriembeugel. Hieraan was de 2-delige kinriem (‘3e model’) bevestigd: aan de linker kinriembeugel was met 2 holnieten een lederen riem van 18mm breed en ongeveer 58 cm lang bevestigd, aan de aan de rechter kinriembeugel was met 2 holnieten een korte riem met rolgesp bevestigd. Aan de achterzijde was een met een riempje met doorngesp verstelbare lederen nekriem aangebracht. Het geheel werd aan de helm bevestigd met 7 stalen holnieten. De holnieten waarmee de kinriembeugel aan binnenwerk en helm werd bevestigd braken snel af. Vanaf 1931 werd de kinriembeugel daarom bevestigd met een twee koperen klinknagels. Oudere helmen waarvan de holnieten afbraken werden hersteld met koperen klinknagels.

### Helmplaat
Aan de voorzijde van de M27 helm is een ovale roodkoperen helmplaat gesoldeerd. Op de plaat is een klimmende Nederlandse leeuw in jugendstil-stijl ‘in reliëf’ weergegeven. De plaat werd ontworpen door Chris van der Hoef. De helmplaat werd dofzwart gespoten, maar door de troepen vaak glimmend gepoetst. In 1940 ging het gerucht dat de helmplaat ervoor zou zorgen dat kogels niet afschampen van de helm, maar deze juist gemakkelijker doorboren. De helmplaat werd daarom vaak verwijderd met de stormdolk, bajonet of een ander scherp voorwerp. In juni 1927 was echter bij op verzoek van de legerleiding uitgevoerde schietproeven bij de Artillerie-Inrichtingen gebleken dat de helmplaat de kans op doorboring van kogels en scherven eerder verlaagde dan verhoogde.
Marine en Mariniers
Aanvankelijk waren de helmen die door de Koninklijke Marine en het Korps Mariniers gebruikt werden ook voorzien van de helmplaat met klimmende leeuw, maar vanaf 1932 werd deze door de Marinewerf vervangen door een zwart gespoten gekroonde onklaar anker van hetzelfde model dat ook op de pet werd gedragen. Na het vervangen van de helmplaat, werd de helm aan de buitenzijde in een donker-grijsgroene kleur overgeverfd.

### Helmband
De glimmende ronde helm viel op in het veld en verraadde de aanwezigheid van de drager. Ook andere landen hadden hiermee te kampen. Vanaf 1937 werden de Nederlandse helmen daarom behandeld met alkydalverf, waardoor ze niet meer glommen.

In 1937 meldde majoor G.J. Sas, militair attaché in Berlijn, dat de Duitsers een rubberen band om de helm gebruikten, waarin takjes enz. werden gestoken om deze te camoufleren. In 1939 werd ook in Nederland een helmelastiek ingevoerd, die officieel ‘Rubberring tot maskeering van den helm’ heette, maar ‘helmring’, ‘helmband’ of ‘helmelastiek’ werd genoemd. Ze werden gemaakt door rubberfabriek Vredestein. De helmband was gemaakt van een donker-olijfgroen rubberen band van 16 mm breed, 3 mm dik en ongeveer 20 cm in diameter. Aan beide zijden was een grijsgroene lederen lus met een stalen haak bevestigd. De haak werd onder de rand van de helm gehaakt.
Gedurende de mobilisatie in 1939/40 werden de olijfgroene helmelastieken met twee haken op vrij grote schaal uitgereikt. Met de elastieken kon camouflagemateriaal, bv. takken of gras op de helm bevestigd worden.

## Fabrikanten
De verwachting was dat de Artillerie-Inrichtingen aan de Hembrug in Zaandam in geval van mobilisatie niet voldoende wapens, munitie en uitrustingsstukken zouden kunnen produceren en dat er daarom ook particuliere bedrijven deze producten zouden moeten produceren. Dit had tot gevolg, dat in 1931 de N.V. De Vereenigde Blikfabrieken (Verblifa) bij de helmenproductie werd betrokken. De helm M27 is dus zowel bij de Artillerie-Inrichtingen als bij Verblifa. aangemaakt. Begin 1932 was de hele productie aan de Verblifa uitbesteed. De eindverantwoording bleef bij de Artillerie-Inrichtingen. Toen in januari 1940 de productie op volle toeren draaide, werden aan de Centrale Magazijnen van de krijgsmacht 1500 helmen per dag afgeleverd.
Het lederen binnenwerk met de vilten kussens van de helmen werd gemaakt door verschillende fabrikanten, o.a. lederwarenfabrieken J. de Valk jr. in Amsterdam,, Wed. D.P. de Booij in Den Bosch, Gebr. Van der Kloot Meijburg & Zoon in Alphen aan de Rijn en Dieren en E. Wessels & Zoon in Utrecht.
Een klein aantal helmen werd voor het KNIL geproduceerd door Milwaukee Saddlery Company (Milsco) in de Verenigde Staten.

## Varianten

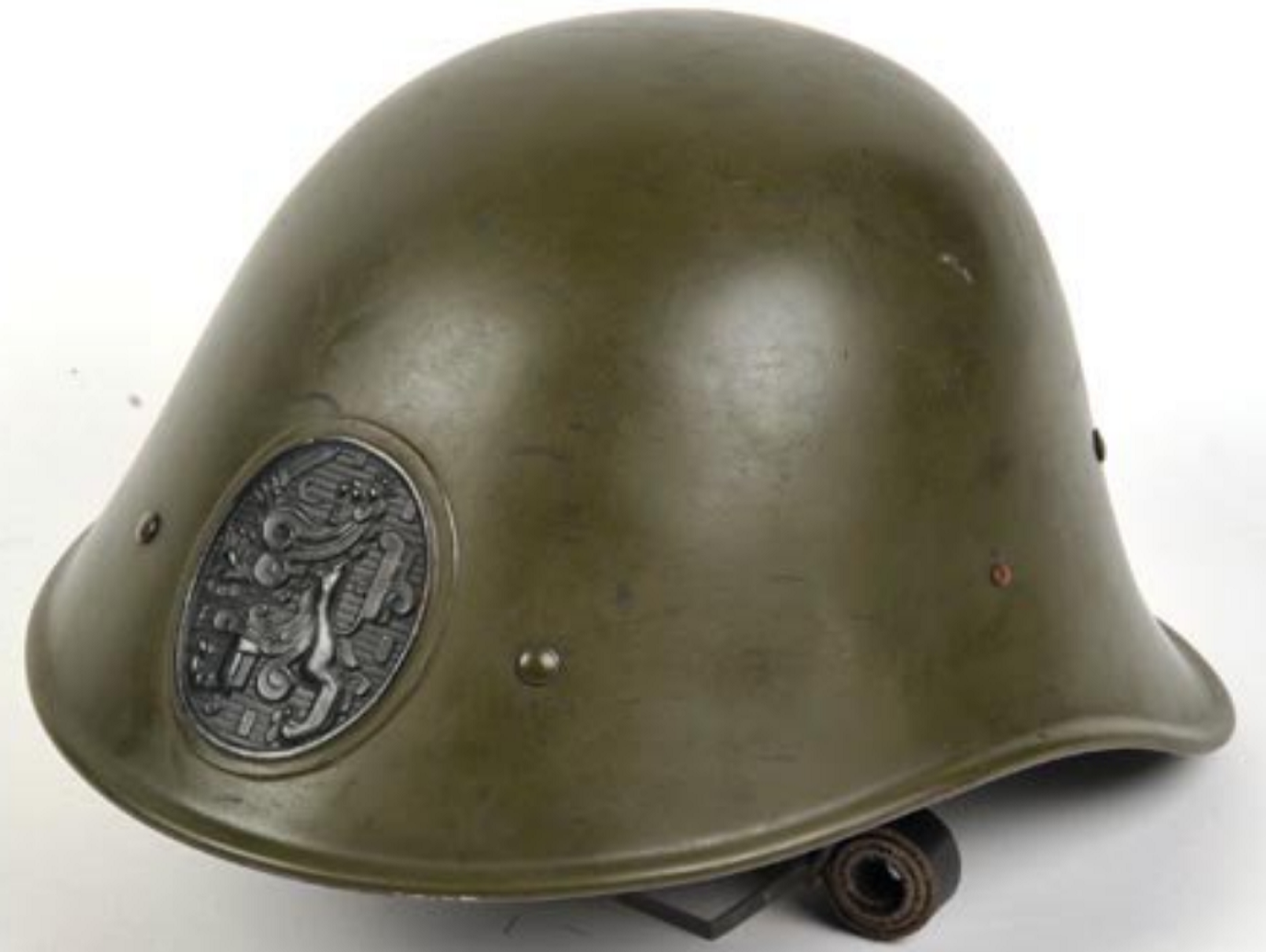
Helm Nieuw Model (verbeterde versie) (M27/34)

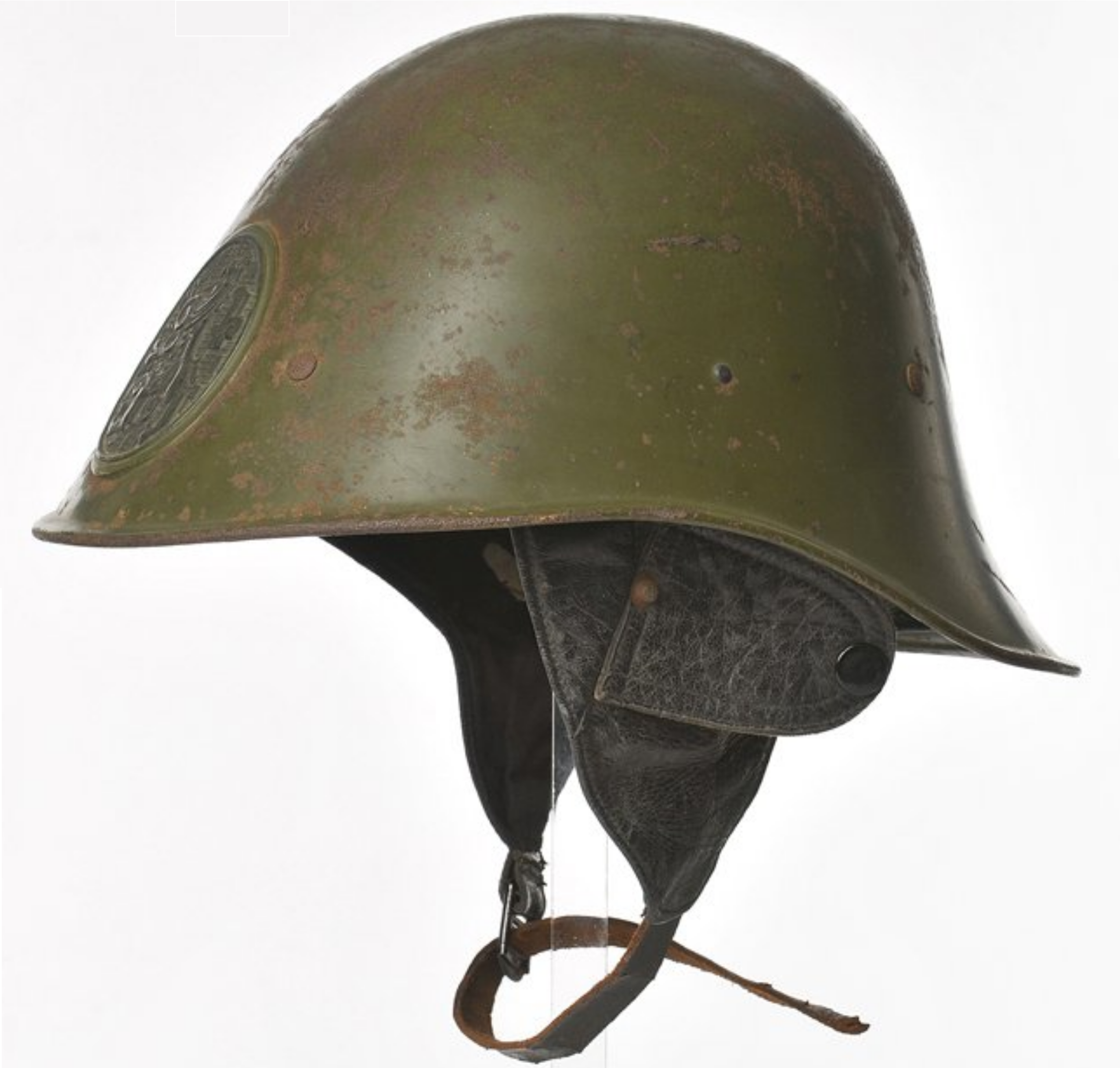
Motorrijdershelm nieuw model

Helmen van verschillende fabrikanten en in verschillende productieseries wijken af in details.

Daarnaast zijn er varianten die meer afwijken van de originele helm:

### Helm NM (verbeterde versie)
Vanaf 1933 werd een licht gewijzigde versie geproduceerd. Het opvallendste verschil was de bij de oren iets hoger uitgesneden zijkant, waardoor de helm er van opzij gezien een meer geprononceerde kromming heeft. De nieuwe versie is ook wat zwaarder. Het binnenwerk bleef ongewijzigd. De verbeterde helmen werden geleverd in een lichtere olijfgroene kleur dan de originele helmen.

Het verbeterde model werd ‘Helm NM (verbeterde versie)’ genoemd, en werd vanaf 1934 ingevoerd. Na-oorlogse historici en verzamelaars duiden dit model meestal aan als ‘M27/34’. Soms ook als ‘M34’.

### KNIL-helm
In 1930 plaatste het Ministerie van Koloniën een proefbestelling voor helmen voor het KNIL. De KNIL-helm was aan de achterkant 3 cm korter dan het oorspronkelijke model, was voorzien van een ranselriemsleuf van 22 mm en een keelriem van 22 mm van soepel chroom gelooid leder met schuifgesp. Aan het binnenwerk was aan de achterzijde een lederen nekflap aangebracht. In 1936 werd een contract voor de levering van 3000 helmen getekend, waarna andere contracten volgden. De helm werd ‘Helm NM KNIL’ genoemd.
Milsco helm van het KNIL
Nadat Nederland bezet was door de Duitsers, werd een klein aantal helmen voor het KNIL geproduceerd door Milwaukee Saddlery Company (Milsco) in de Verenigde Staten. Deze helmen hadden geen helmplaat aan de voorzijde, en hadden een grotere nekflap aan de achterkant en ventilatiegaten in de hoofdband. Verder was hij vrijwel identiek aan de ‘Helm NM KNIL’. De Milsco helmen worden door verzamelaars soms aangeduid als M41 KNIL, Milsco.

### Motorrijders helm
Het binnenwerk van de helmen voor motorrijders was voorzien van met extra lederen oor- en nekstukken.

### Roemeense helm
Begin januari 1937 verzocht de Roemeense regering Nederland om enkele M27/34 helmen te leveren voor beproevingen. Na uitgebreide beproevingen bestelde Roemenië 628.000 helmen van een iets gewijzigd ontwerp voor ƒ 4,93 pst (ongeveer € 33 in 2015).
De bol van de Roemeense helm was ruimer en de voorzijde van de helm werd verlengd. Bij de oren was de helm iets breder en hoger uitgesneden. Het binnenwerk was onder een lichte hoek geplaatst. Voorop werd een helmplaat met het monogram van Koning Carol II van Roemenië aangebracht. Ondanks de wijzigingen leek de Roemeense helm sprekend op de Nederlandse helm M27/34.
In Roemenië werd de helm ‘Cască de Otel, model Olandez’ (Stalen helm, Nederlands model) of ‘Cască Olandeză’ (Nederlandse helm) genoemd. Na-oorlogse verzamelaars noemen hem wel ‘Cască model 1939’ of ‘Cască model 34/39’ De helmen werden in 1938 in de Verblifa-fabriek in Nederland geproduceerd.
De Roemenen kozen onder andere voor de Nederlandse helm omdat deze er onmiskenbaar anders uitzag dan de helmen die in de buurstaten in gebruik waren, waardoor er minder kans zou zijn op vergissingen. Door hun pofbroek en Cască Olandeză was de Roemeense soldaat uit die periode direct herkenbaar.
Nadat Carol II in september 1940 afstand had gedaan van de troon, moesten de helmplaten worden verwijderd van de helmen die nog niet uitgeleverd waren en werden nieuwe helmen zonder helmplaat geproduceerd. Van de inmiddels in Roemenië in gebruik zijnde helmen werden de helmplaten niet altijd verwijderd.
Na mei 1940 gingen de Duitsers door met het leveren van de Roemeense helmen. Ook werden gebruikte Nederlandse M27 helmen waarvan de Nederlandse helmplaten waren verwijderd aan de Roemenen geleverd. Na 1942 kregen de helmen voor Roemenië het Duitse M31 binnenwerk dat ook in de Duitse Stahlhelmen gebruikt werd. Helmen met dat binnenwerk worden door verzamelaars ‘Cască model M1939/1942’ genoemd. Uiteindelijk zijn er tussen 1938 en 1943 ongeveer 800.000 helmen geleverd aan de Roemeense strijdkrachten.
Cască M73
Na de Tweede Wereldoorlog gebruikte het Roemeense leger de Sovjet-Russische Ssh40-helmen, maar toen Roemenië begin jaren 70 meer afstand namen van de Sovjet-Unie werd de eigen M73-helm geïntroduceerd, waarvan vorm en binnenwerk waren geïnspireerd op de Nederlandse ‘Cască Olandeză’ helm. Later werd de helm verbeterd tot M73/80, die in gebruik bleef tot hij halverwege de jaren 90 werd vervangen door de OR-201 helm. De Roemeense M73/80 werd ook geëxporteerd naar Afghanistan, waar hij nog steeds gebruikt wordt door het Afghan National Army (ANA).

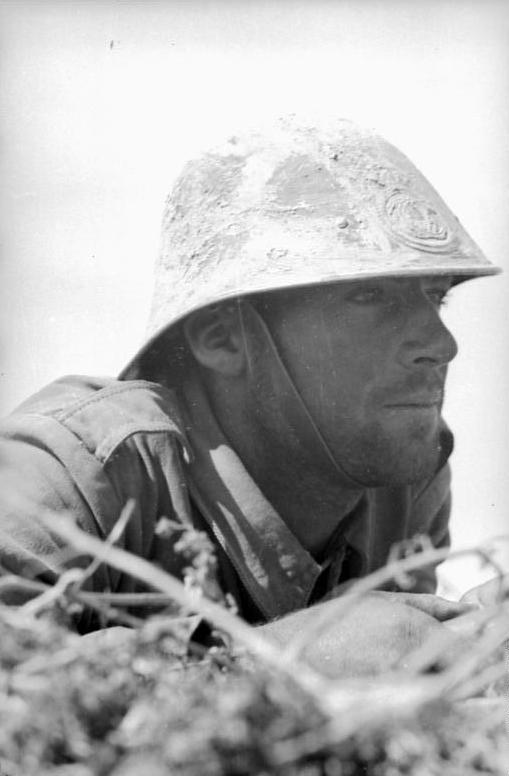
Roemeense soldaat met Cască Olandeză. De helmplaat is goed te zien. (1942)
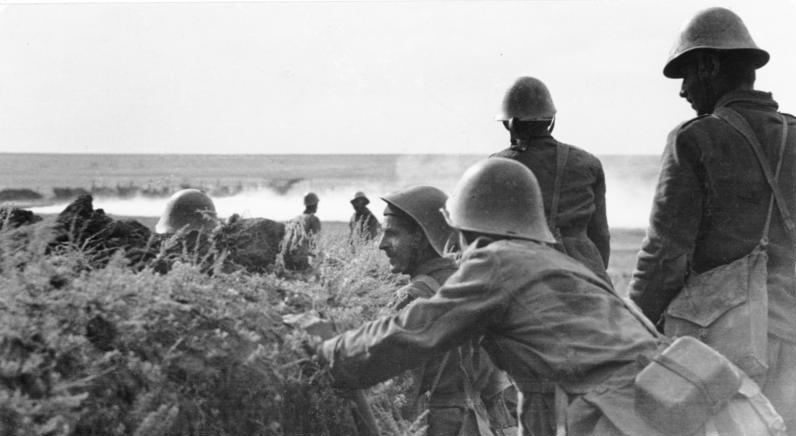
Roemeense militairen met Cască Olandeză (1942)
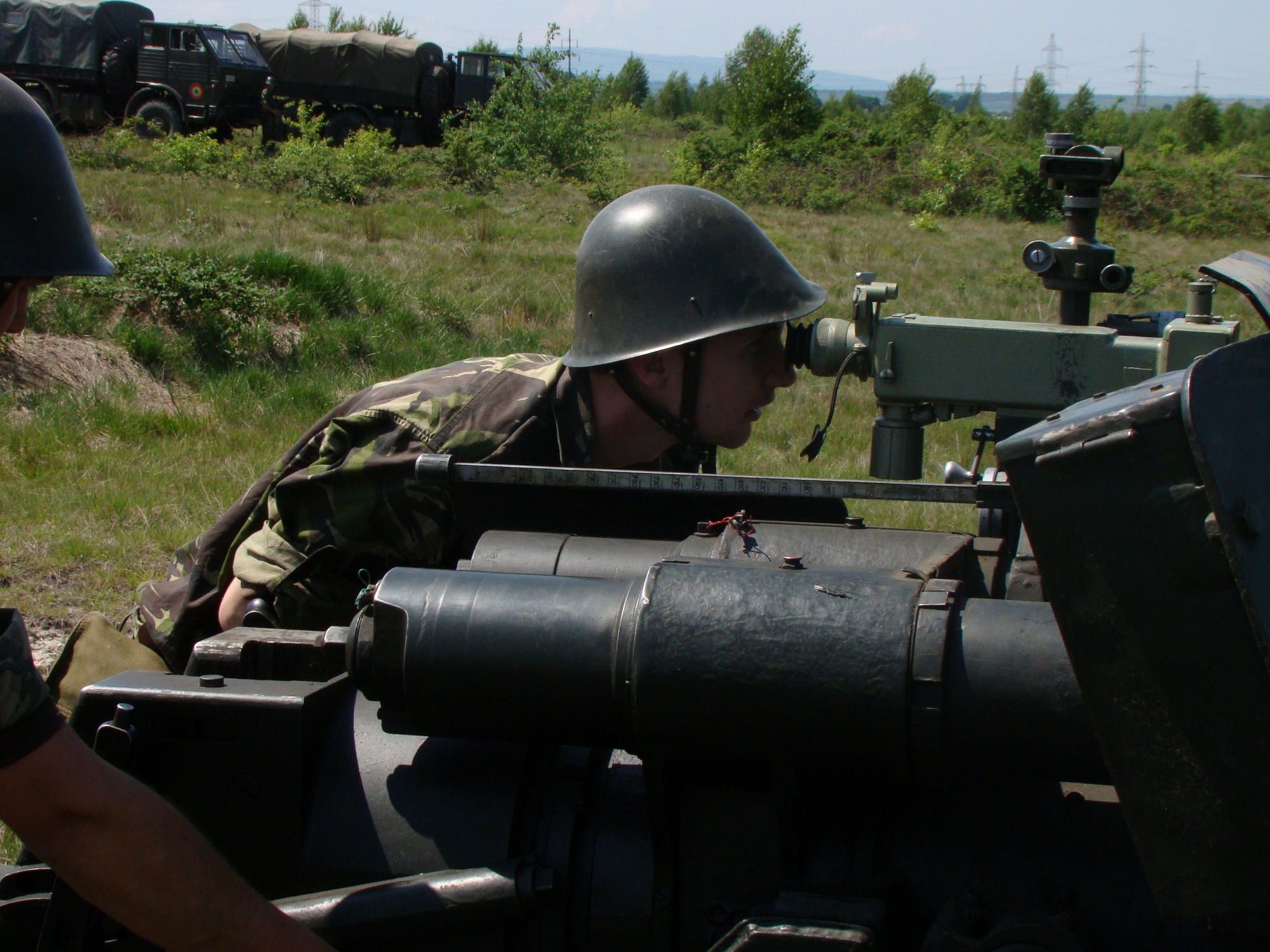
Na-oorlogse Roemeense M73 helm
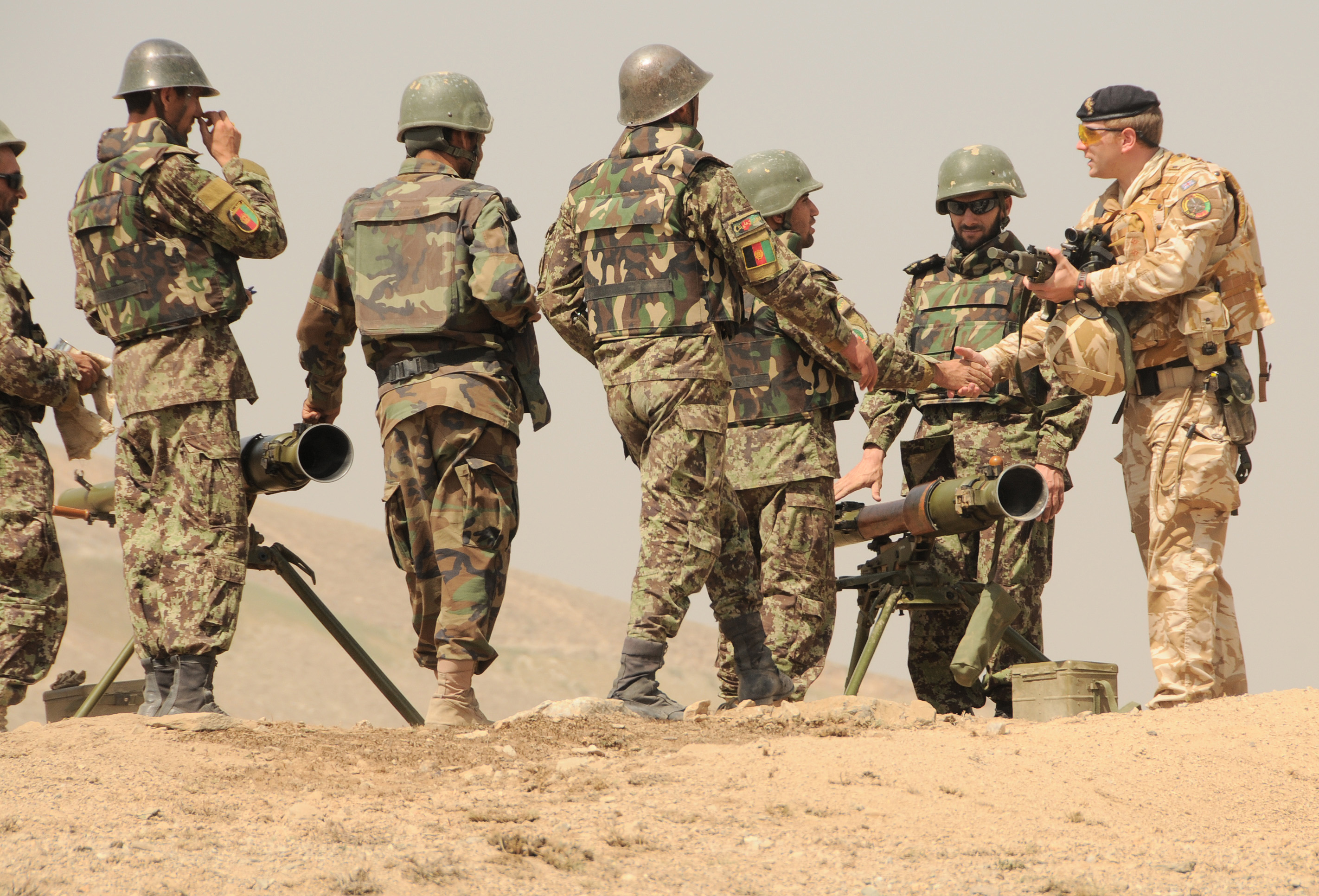
Afghaanse militairen, de linker en middelste dragen M73/80 helmen (2010)

## Gebruik

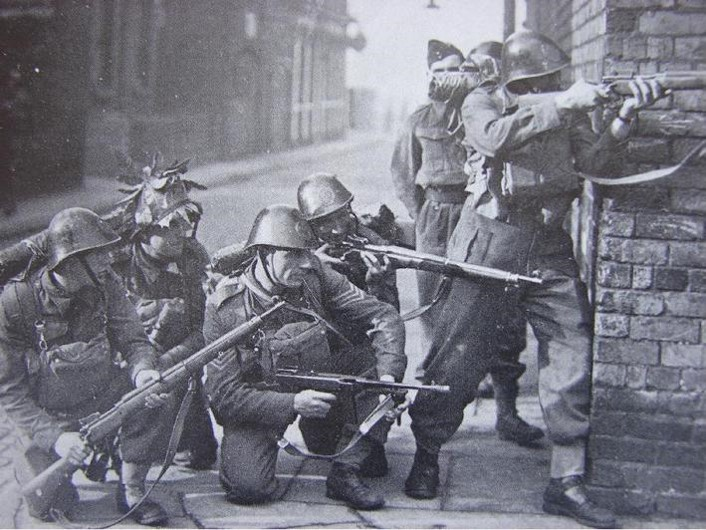
Nederlandse soldaten in training in Groot-Brittannië (ca. 1940). Ze dragen al Britse battledress uniformen maar nog vooroorlogse M27/34 helmen. De sergeant is bewapend met een Thompson pistoolmitrailleur en de soldaten met Enfield P14 geweren

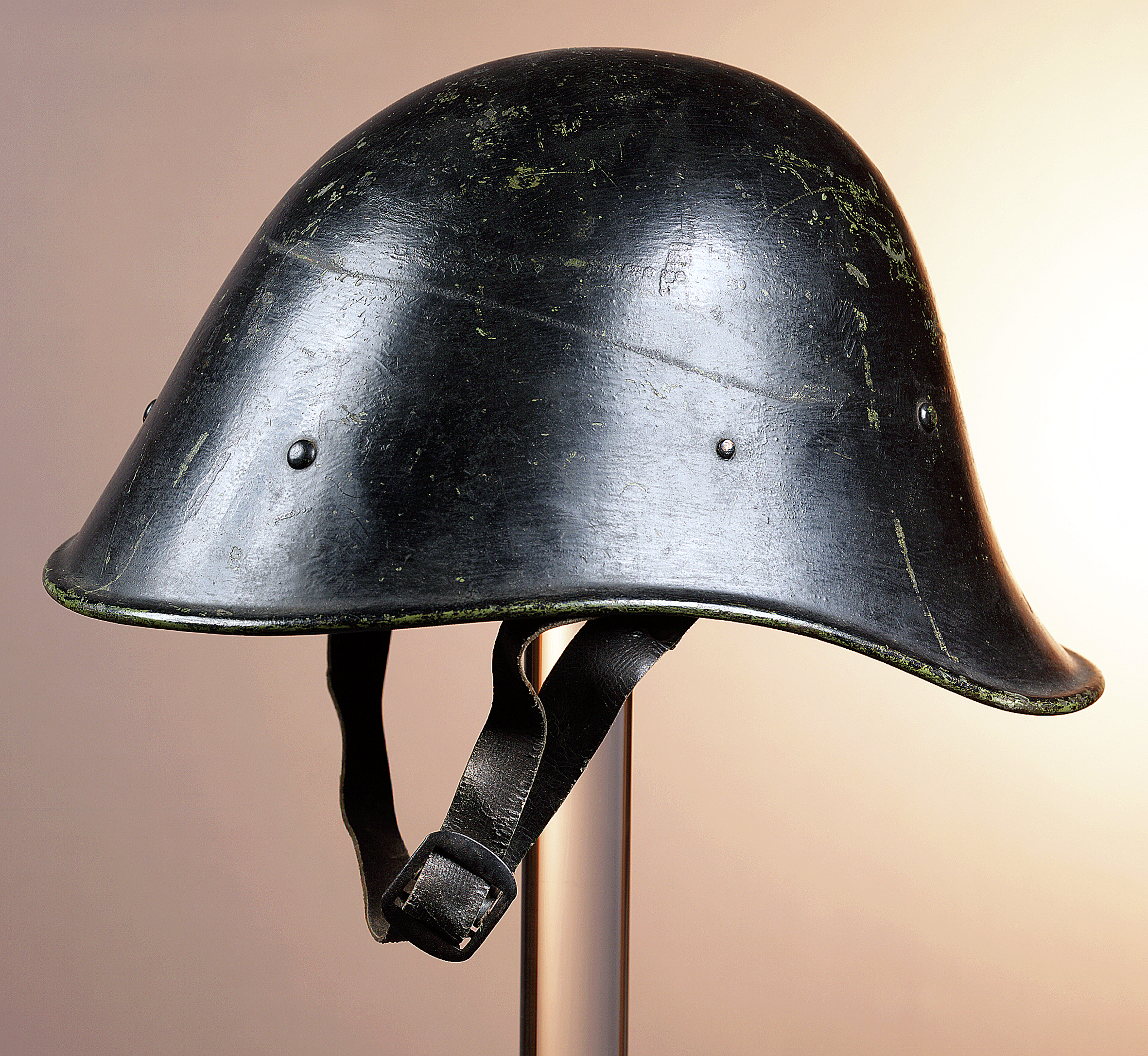
Helm van de LBD, zwart overgeschilderd

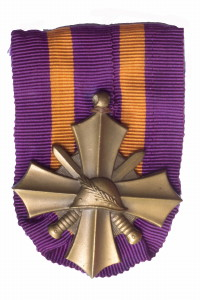
Mobilisatie-Oorlogskruis met afbeelding van M27 helm

Bij de Nederlandse krijgsmacht werd de helm door alle krijgsmachtdelen gedragen. Het personeel van het Koninklijke Marechaussee droeg zwart gespoten helmen.
In de tweede helft van 1940 werden militairen die naar het Verenigd Koninkrijk waren uitgeweken georganiseerd in het Detachement Koninklijk Nederlandse Troepen gevormd. Later werd dit het Nederlandsch Legioen, en ten slotte vanaf 11 januari 1941 de Koninklijke Nederlandse Brigade 'Prinses Irene' (PIB). In de loop van 1940 ontvingen het personeel Enfield P14 geweren en Britse uniformen. In het begin werden hierbij nog veel Nederlandse helmen gedragen. Vanaf maart 1941, werd de Britse Mark II helm de standaard helm ingevoerd voor de Nederlandse eenheden en verving hierdoor de voor-oorlogse Nederlandse modellen die tot dan nog in gebruik waren.
Tijdens de bezettingsjaren droeg personeel van politie, brandweer en Luchtbeschermingsdienst (LBD) gebruikte vooroorlogse Nederlandse helmen in het zwart.
Vanaf het najaar van 1944, aan het begin van de bevrijding begonnen de Binnenlandse Strijdkrachten (BS) in de bevrijde delen van Nederland met de geallieerden samen te werken. Als uniform droegen leden van de BS een blauwe overall, oranje armband en als hoofddeksel gebruikte vooroorlogse helmen M27 met of zonder de helmplaat. Soms nog legergroen, andere zwart gemaakt. Later ontvingen veel BS’ers Britse uniformen en Mark II- en III-helmen.

## Trivia
- Op het in 1948 ingestelde Mobilisatie-Oorlogskruis 1939-1945 staat een M27 helm afgebeeld. De onderscheiding werd door Frans Smits ontworpen.
- Toen het Duitse Ministerie van bewapening in 1942 een opvolger zocht voor de Stahlhelm M35/42 was een van de prototypes (C) bijna identiek aan de Nederlandse “Helm NM”. De Duitsers kozen echter voor prototype B/II, dat tijdens de oorlog niet meer ingevoerd werd, maar wel de helm werd die van 1956 tot 1989 door de Nationale Volksarmee (NVA) van de Duitse Democratische Republiek (DDR) gedragen werd als M56.[15]
- Tijdens de mobilisatie in 1939 werd door H.W. Blomjous, militair coupeur te Den Haag, een helm aangepast met een speciaal binnenwerk met zwart bont, zodat koningin Wilhelmina deze op het kapsel zou kunnen dragen. De helm had de standaard olijfgroene kleur en dofzwarte voorplaat. Toen Wilhelmina in Harwich aan wal stapte, had zij de helm bij zich.[44][45] Na de oorlog werd hij bewaard in het Koninklijk Huisarchief te Den Haag.[44] Inmiddels maakt hij deel uit van de collectie van het Nationaal Militair Museum (NMM).[46]

## Afbeeldingen

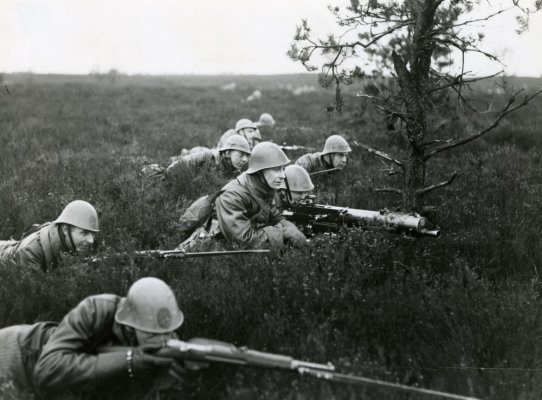
Oefening van Nederlandse soldaten met M27-helmen (1939-1940)
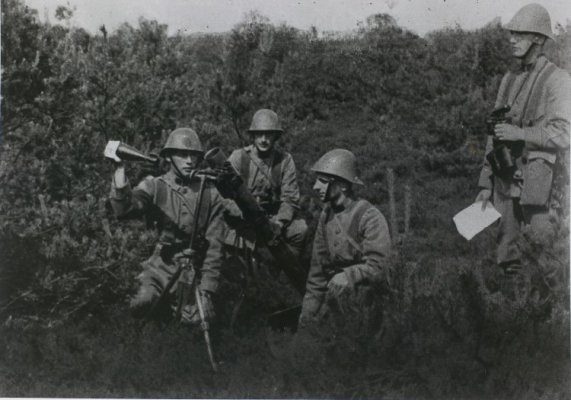
Nederlandse 81mm mortier met bemanning met M27-helmen (1939-1940)
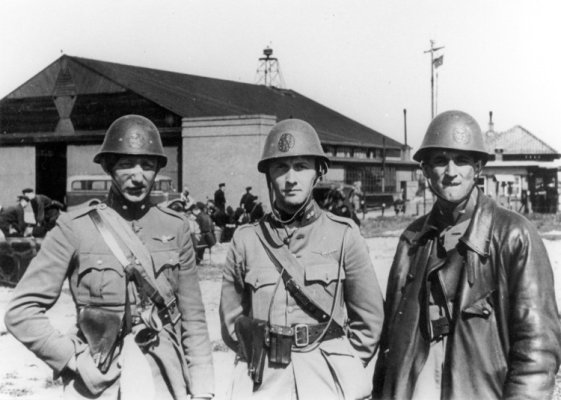
Drie vliegers van de LVA met M27-helmen (1940)
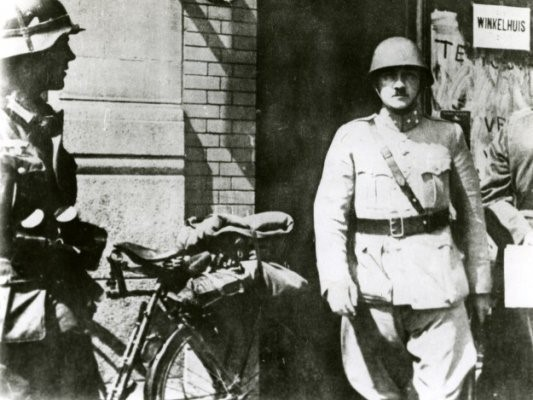
Kapitein JD Backer, 14 mei 1940
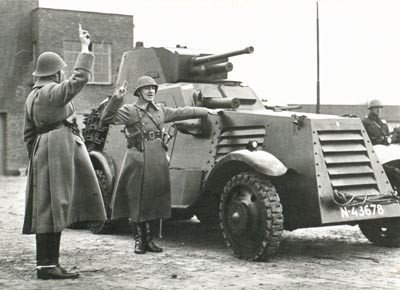
Militairen met M27 helmen bij een M36 pantserwagen
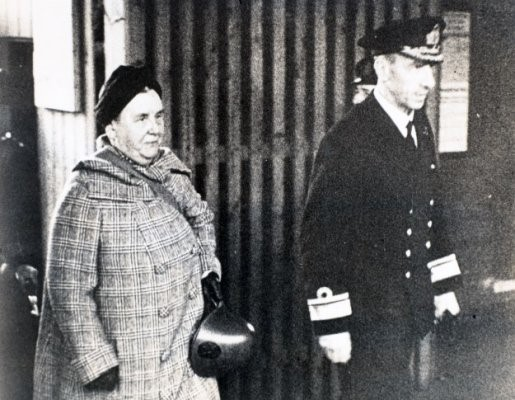
Koningin Wilhelmina bij haar aankomst in Londen op 22 mei 1940, vergezeld door (toen) Radm RN GLC Dickens, Brits militair attaché in Den Haag. Ze heeft haar M27/34-helm bij zich.
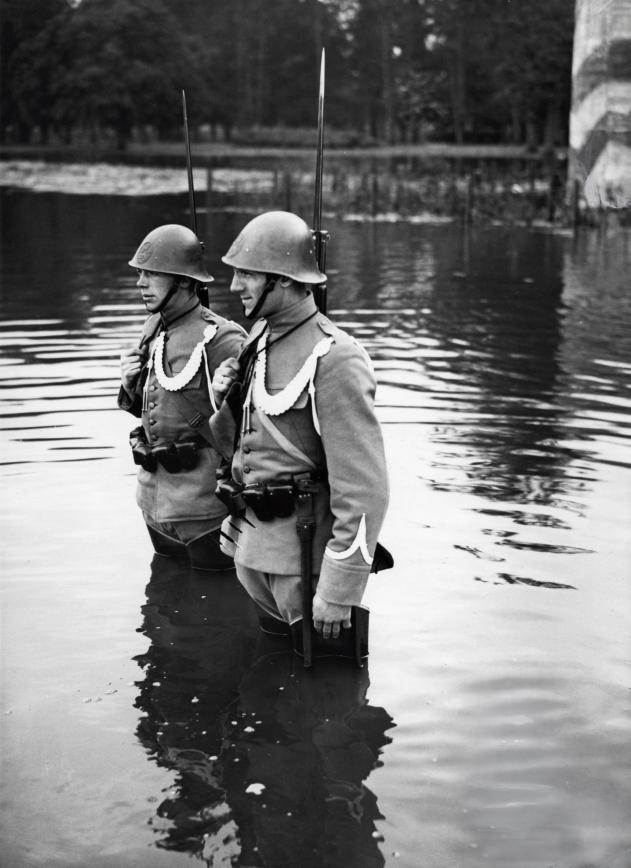
Twee militairen van het Korps Politietroepen[47] met M27-helm (1939)
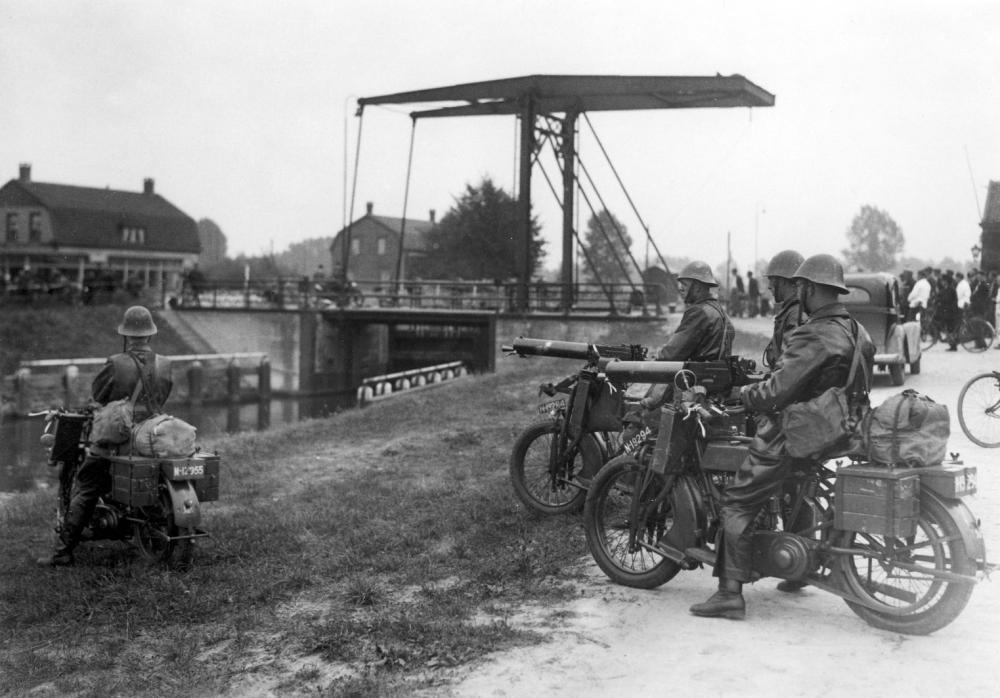
Militaire ‘Motormitraillisten’[48] met M27-helmen op Eysink motorfietsen met Schwarzlose M.08 mitrailleurs (ca. 1935)
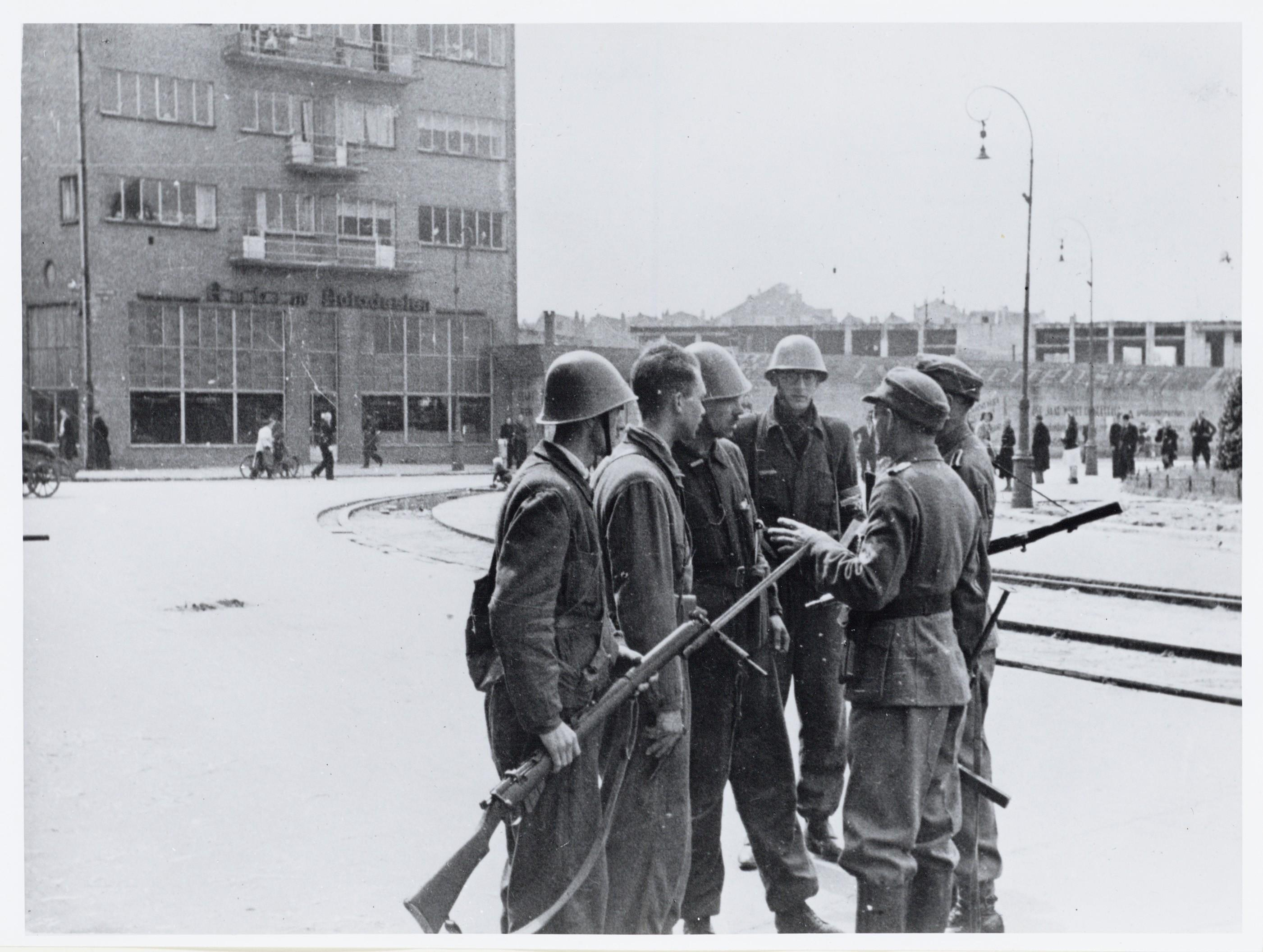
Leden van de BS met M27-helmen (1945)
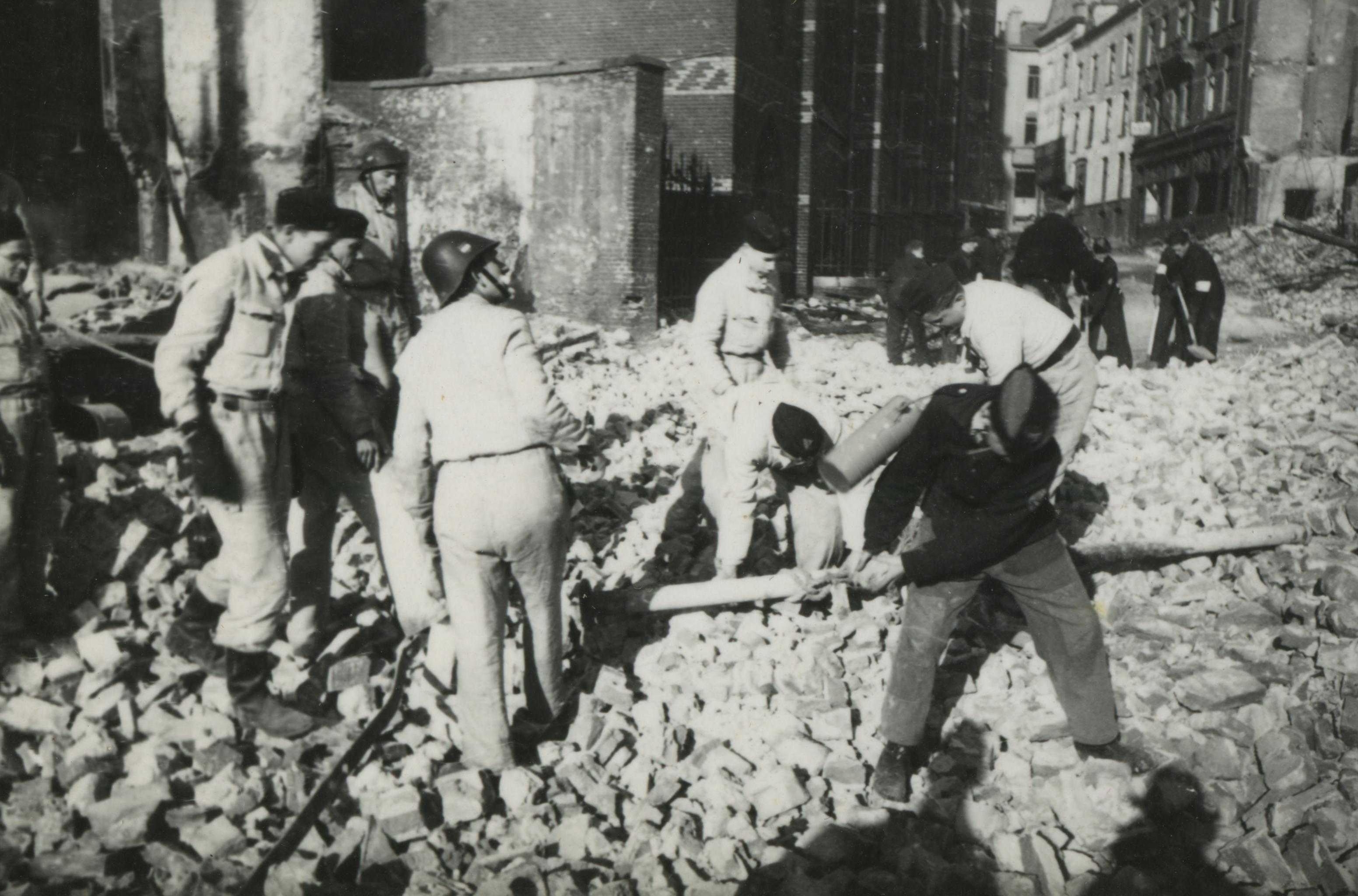
Luchtbeschermingsdienst met M27-helmen aan het werk na het bombardement op Nijmegen van 22 februari 1944
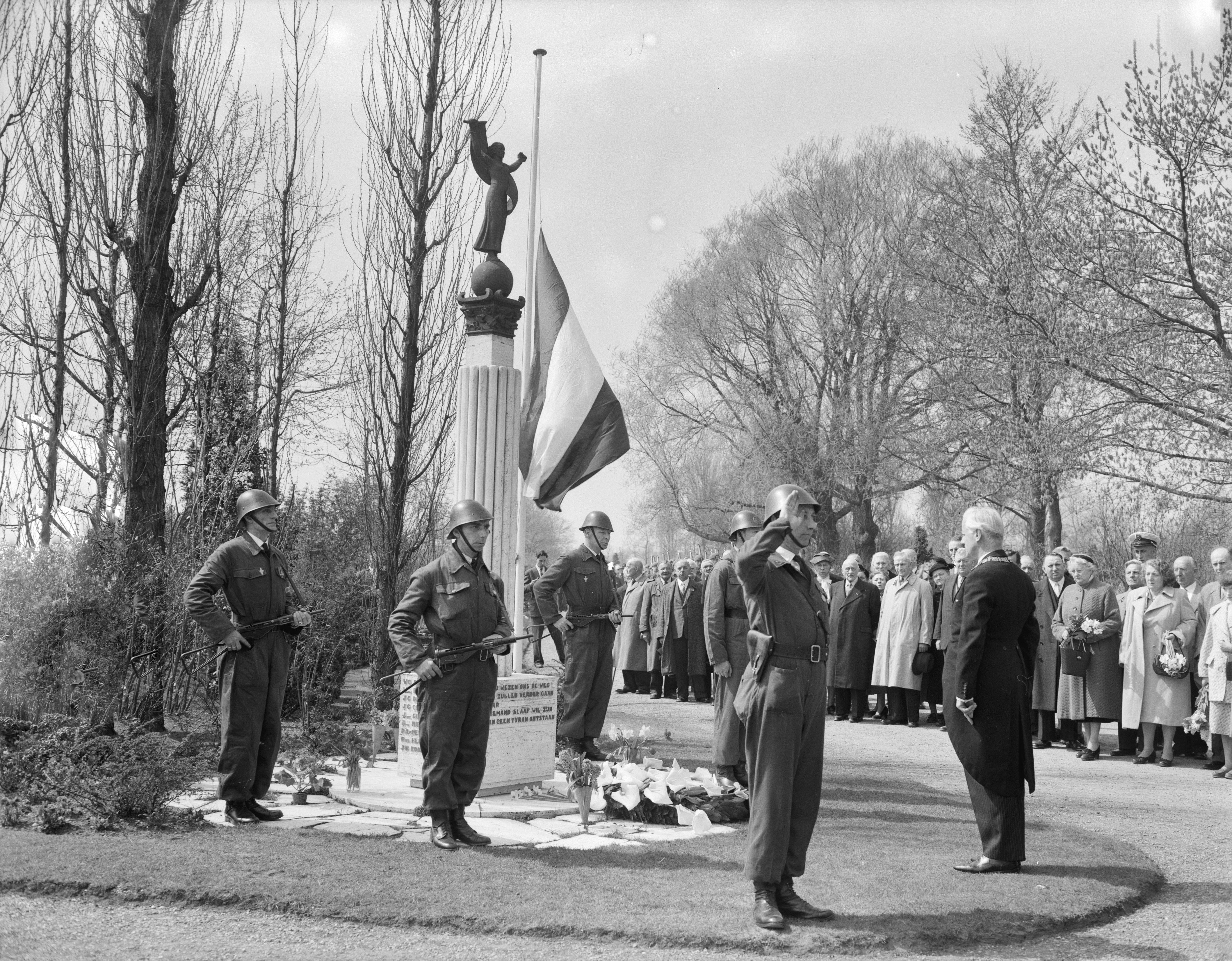
Erewacht in blauwe overall met helm M27 bij het Verzetsmonument op de Nieuwe Oosterbegraafplaats in Amsterdam (1956)
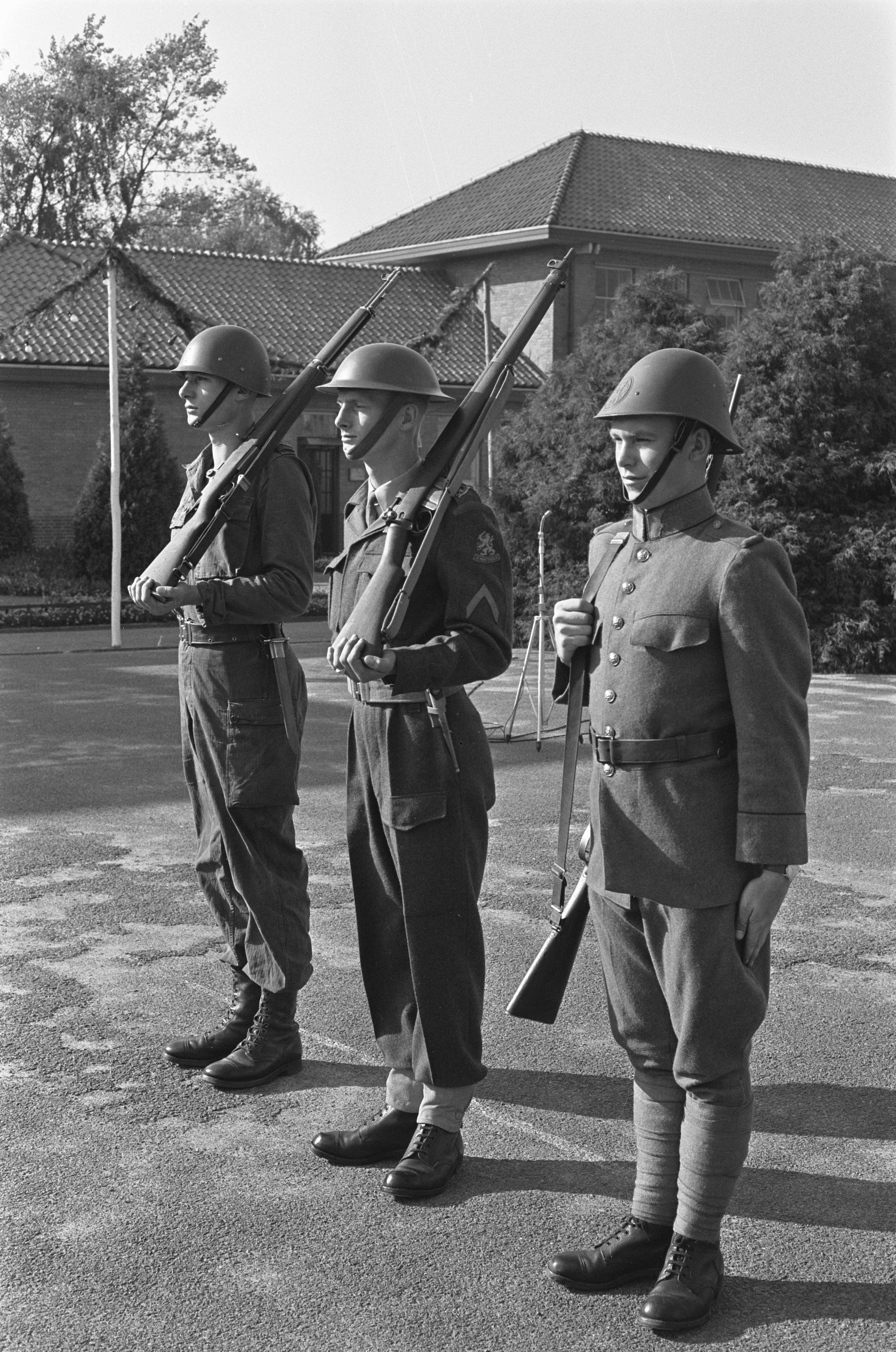
Demonstraties oude en nieuwe uniformen KL, vlnr M53, Mk II, vooroorlogse M27 (1953).